# Jean Curtius
Pour les articles homonymes, voir Curtius.
Jean de Corte dit Curtius, connu sous le nom de Juan Curcio en Espagne, né à Liège en 1551 et mort à Liérganes le 12 juillet 1628 industriel et financier liégeois.
Ayant obtenu le monopole de la fourniture de poudre pour les armées espagnoles, il réussit, grâce au commerce des armes et du salpêtre à accumuler une fortune considérable.
Il fait bâtir au bord de la Meuse à Liège un palais monumental, la Maison Curtius, transformé depuis en musée.

## Biographie
Jean de Corte, né à Liège en 1551, est le cadet des quatre fils de Jacques de Corte et d'Helwy de Dœrne. La famille de Corte est aisée : son père est greffier à l'Officialité sous le règne du Prince-évêque de Liège Georges d'Autriche mais son père décède alors que Jean n'a que six ans.
Il se marie avec Pétronille de Braaz, membre d'une riche et influente famille de marchands, avec laquelle il a quatre enfants : Jérôme, Henri, Pierre et Jean.
Grâce à l'influence de sa belle-famille auprès des princes-évêques, il obtient le soutien de ceux-ci dans ses entreprises industrielles bientôt florissantes. Dès 1581, il est commissaire général des munitions de guerre sous Philippe II.
À Liège, Ernest de Bavière le nomme à la fonction de mesureur officiel dès 1587 avant de lui octroyer le monopole de la fabrication du salpêtre, à une époque où la guerre règne en Europe qui lui permet de développer son commerce de la poudre puis des armes.
Ses affaires, comme « Commissionnaire général d'approvisionnements de guerre », durant les règnes de Philippe II et de Philippe III d'Espagne, lui procurent une fortune importante qui lui permet d'engager d'importants travaux et acquisitions. Celle-ci lui permet d’acquérir les châteaux d'Oupeye et de Grand Aaz, ainsi que de bâtir, entre 1600 et 1610 à Liège une bâtisse imposante de style mosan, une somptueuse maison d’apparat - que le chroniqueur Philippe de Hurges compare à celle de Jacques Cœur à Bourges- qui deviendra l'actuel musée Grand Curtius.
Il devient propriétaire ou seigneur de douze terres dont Tilleur, Hermée, Oupeye, Vivegnis, Grand Aaz, Petit Aaz et Mont Saint-Hadelin. Il établit une mine de charbon et une fabrique de poudre à Chaudfontaine où, en 1595, il acquiert un moulin à Vaux-sous-Chèvremont, que l'on nomme depuis le Moulin de Curtius. Il y développe ses installations en construisant une muraille, en améliorant le canal et en élevant une casemate à la manière d'un fort avec des douves, où il entretient une garnison de 30 mousquetaires pour la protection de ce complexe destiné à la fabrication de poudre à canon. En 1605, il y acquiert encore l'île de Ster formée par la Vesdre et son canal.
Sur les bords de la Meuse, il construit une série de performants moulins à poudre, des forges et des laminoirs ainsi qu'il contribue au démergement de nombreuses mines de charbon grâce à la restauration de plusieurs areines. En 1608, il fait en outre creuser l'areine Gersonfontaine à Liège, située du côté de l'actuelle rue Lonhienne.
Fournisseur important des armées espagnoles, il est confronté à de graves problèmes économiques lorsque l'Espagne fait la paix avec ses deux puissants ennemis la France et l'Angleterre puis avec les Provinces-Unies lors de la Trêve de douze ans en 1609.
Après quelques contacts avec le Gouvernement espagnol, Curtius propose, en 1613, d'installer une forge en Espagne. Il se déplace en Biscaye afin de pouvoir y installer son industrie. Mais il est confronté aux refus du Seigneur de Biscaye avec qui il entre en procès durant de longues années.
Tenace, il cherche pour ses installations une autre localisation dans les montagnes du nord de l’Espagne où le travail du fer est une tradition. En 1617, il se fixe en Cantabrie et loue le Moulin de la Vega à Liérganes et réalise quelques travaux: il construit une forge et achète quelques terrains dans la localité et le fer de quelques forges des alentours. En 1618 il loue une maison et le Moulin de Arriba. Il fait travailler dans ses installations des fondeurs du Pays de Liège. Les dépenses importantes qu’il réalise et le rendement réduit de ses entreprises liégeoises, l’obligent à vendre ses droits d'exploitation des industries de Liérganes en 1628.
Le 12 juillet de la même année il meurt dans une auberge de Liérganes, auprès de son fils, Carme déchaux, nommé Frère Michel. Il est enterré dans l’église Saint-Pierre de Liérganes dans l’attente de pouvoir transférer son corps à l'église du couvent des Carmes déchaussés de Liège dont il était un des fondateurs. On ignore si cette dernière volonté fut exaucée. 
Dans les années qui suivirent sa mort, la forge de Liérganes commença à prospérer, sous la direction de Jorge de Bande, puis devint une des principales fabriques d'artillerie de l'Empire espagnol : la Fabrique Royale d'Artillerie de La Cavada.
Les descendants de Jean Curtius hériteront du château de Waleffe en Hesbaye liégeoise. Ce domaine sera transmis par héritage à la famille de Potesta qui en est l'actuelle propriétaire.
Parmi les descendants de Jean Curtius on compte également une branche de la maison de Merode d'où sont issus entre autres les princes de Monaco, les princes de Savoie-Aoste et une branche des archiducs d'Autriche-Este, parmi lesquels Lorenz d'Autriche-Este, époux de la princesse Astrid de Belgique.
La famille de Corte s'éteindra en 1735.

## Galerie média

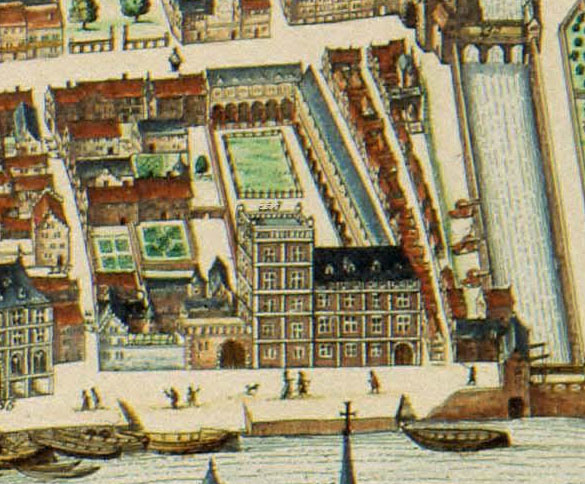
Maison Curtius vers 1642. Carte de Johannes Blaeu
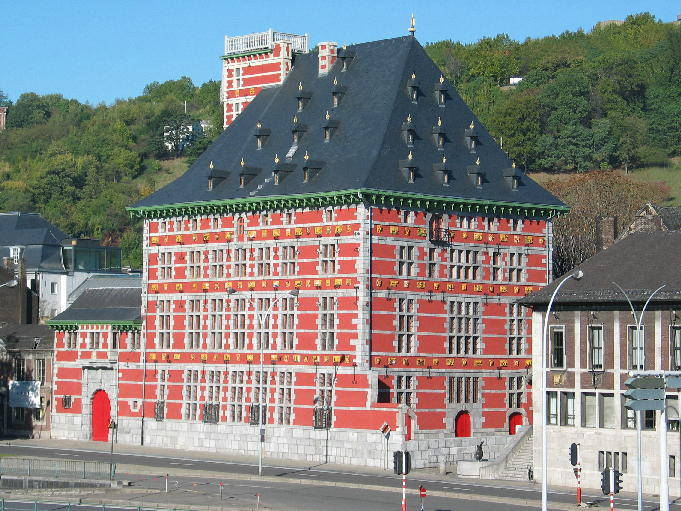
Maison Curtius après la dernière restauration de 2003
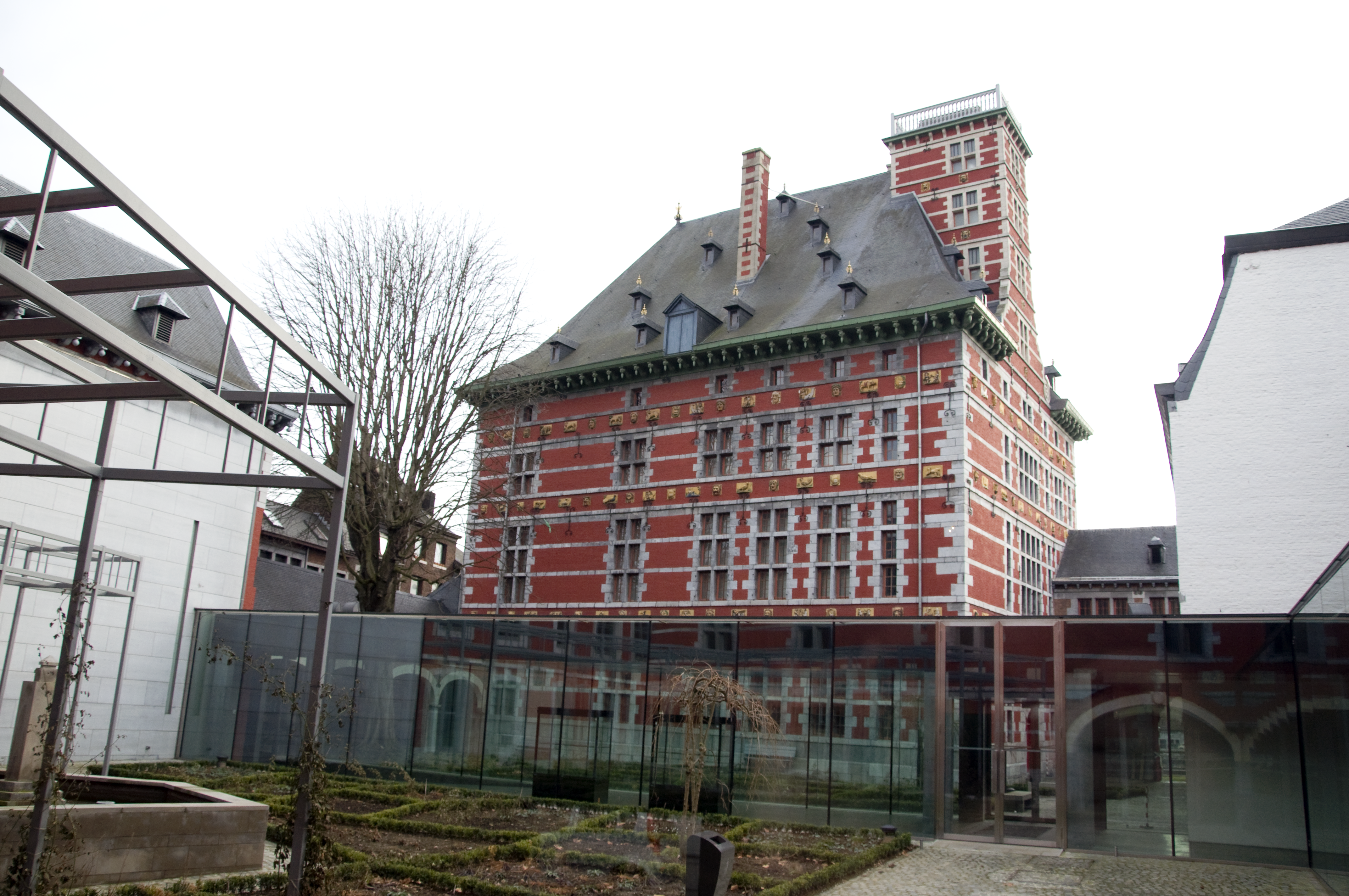
Façade arrière de la Maison Curtius
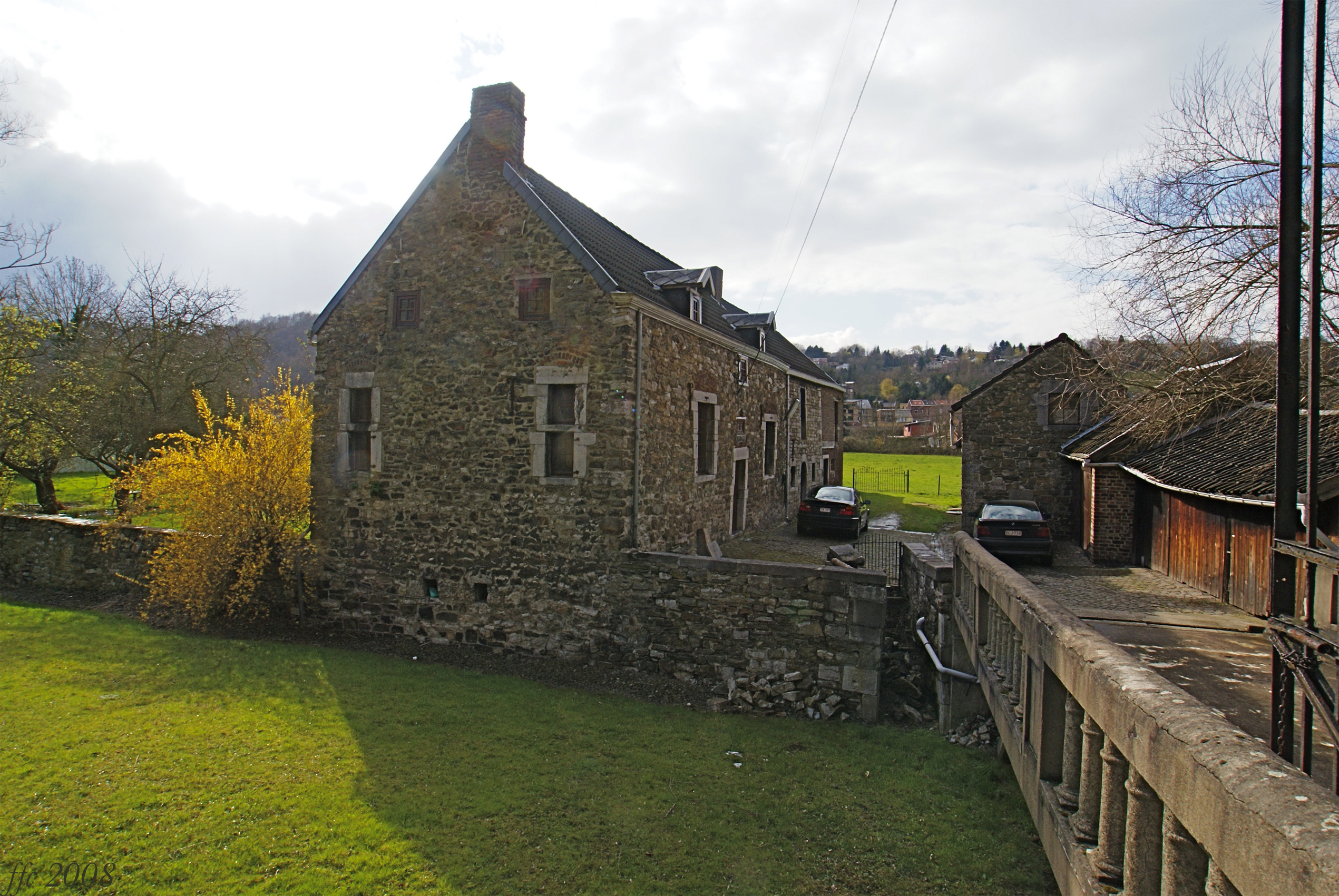
Le Moulin de Curtius et son drain (asséché) à Vaux-sous-Chèvremont
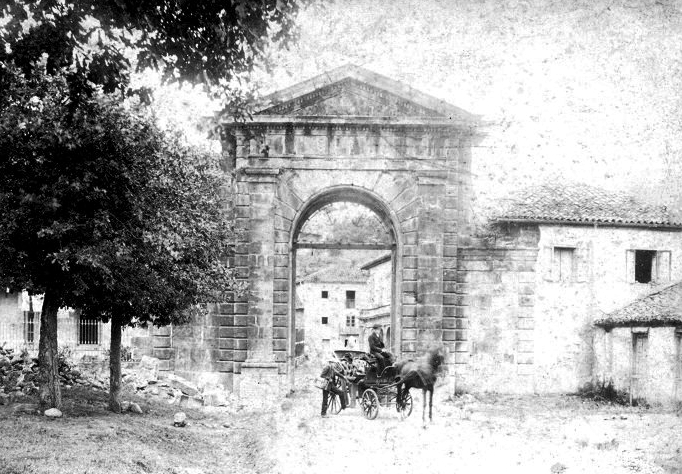
« L'arc Charles III d'Espagne » qui servait d'entrée à la fabrique de La Cavada (1890)